# 信用格付け
信用格付（しんようかくづけ、英: credit rating）は、金融商品または企業・政府などの信用状態に関する評価を簡単な記号または数字で表示した等級である。

## 概略
信用格付は、公社債の発行体（政府や企業）そのものに付けられるものと、個別の金融商品（証券化商品など）に付けられるものなどが存在する。なお、一般にニュースや、新聞等で格付といわれているものは、信用格付を表していることが多い。
例：「○○の格付をAAに格上げ」など

## 情報の非対称性と格付
信用格付の重要な機能として、情報の非対称性を減らすことが挙げられる。政府や企業が、市場から資金を調達する方法として大きく、貸出市場（金融機関）を利用する方法（間接金融）と、資本市場を利用する方法（直接金融）の二つが存在する。前者では預金者は銀行に預けた資金を、銀行を通じて企業などに融資をするため、企業が債務不履行に陥った場合も、銀行がリスクを負うため、預金者のリスクは間接的かつ限定的である。しかし、後者の場合は、投資家が直接に企業や政府の発行した債券を購入し、資金を拠出するため、発行体たる企業や政府の信用リスクを直接的に投資家が引き受けることになる。
間接金融の場合は、融資先の信用リスクは、金融機関の担当者が、融資先の財務分析やヒアリングを行うことにより、判断が可能であるが、直接金融（投資家）の場合、特に個人は大抵の場合そのようなことを行うことが出来ない。つまり、国や企業などの発行体と投資家との間に、情報の非対称性が大きく生ずることとなる。発行体と投資家の間に、情報の非対称性が存在しない、投資家が発行体の信用リスクを完全に知っている状態である場合には、投資家はその信用リスクに応じて、利回りを決定すればよい。そのようにすることによって、異なる信用リスクを持っている発行体の債券であっても、期待利回りは同一にすることができる。また、発行体の信用リスクがわからない場合は、信用リスクが低い発行体に対しても高い利回りを要求する、エージェンシー・コストが発生することがある。そのために、信用リスクについての意見を提供する信用格付は市場において重要なものである。

## 信用格付けの信憑性
2007年から表面化したサブプライム住宅ローン危機に端を発する世界金融危機では、その格付内容が問題視されている。サブプライムローン等の最低と格付されるはずのローンであっても、証券化商品組み入れの過程で他のローンと組み合わされると、一度に破綻する事はなくリスクが低下したと見なされて、証券としては上位の格付が付いてしまう事が多い。
例えばS&Pが、実質ジャンク債程度の信用性に留まるサブプライム住宅ローン関連証券にAAAの格付けが与えられていた。さらには破綻寸前だったエンロン（米国エネルギー卸売り会社）や通信会社ワールドコムに投資適格級格付けを与えていた事実に対して、S&Pは米国バラク・オバマ大統領の顧問らから批判を受けている。またS&Pのアナリストがイタリアの財政や銀行システムについての偏った情報を流布し市場を操作した疑いで、イタリア財務警察によってS&Pが家宅捜索をうける事態にまでなった。

### 債務分析その他手法の問題点
数理手法の誤りによって、債務分析の不十分性が指摘される。それはとりわけ国債の格付けに顕著である。2002年に日本国債が格下げされた際、日本の財務省が「日米など先進国の自国通貨建ての国債の債務不履行はありえない」として文書で抗議した。その中で財務省は、「日本は世界最大の貯蓄過剰国、経常収支は黒字で世界最大の対外純債権国さらには外貨準備も世界最高であり、国債が極めて低金利で安定的に国内で消化されている」と主張している。
また2011年8月、アメリカ国債の格下げがS&Pによってなされたが、アメリカ合衆国財務省は、その格付け会社が約2兆ドルの算出ミスをしていることを指摘しつつ、S&Pによる債務分析に欠陥があると発表している。ホワイトハウスの経済諮問会議の議長であるAustan Goolsbeeは、その2兆ドルの計算エラーをS&Pがチェックし忘れていたことを酷評し、計算ミスをしなかった格付け会社は米国債にAAAを与えていたと述べた。FRBの前議長を務めていたアラン・グリーンスパンは、そもそもアメリカ合衆国連邦政府はアメリカ合衆国ドルを発行できる(print money)ので、米国政府が債務不履行に陥ることはない(zero probability of default)と断言する。ハーバード大学の元学長であり前国家経済会議（NEC）委員長であるローレンス・サマーズは、前歴をもつS&Pの数学的能力に疑問を呈する発言をしている。

### 格付け市場の寡占と公平性
また現在のところ米国証券取引委員会（SEC）公認の格付け会社10社のうち、S&Pとムーディーズ、フィッチで市場の9割以上が占められており寡占を懸念する声もある。そのような格付け会社の不十分な解析や、格付け会社自体の市場の失敗などの結果としてリスキーな債券とそうでないものの区別が不明瞭になるケースも少なくなく、投資家など市場関係者の疑心暗鬼を招来し、信用収縮に拍車を掛ける要因の一つとなってしまっていることも否定できない。

## 日本における格付会社規制 （「信用格付業者」に対する規制）
サブプライム問題に関連して格付機関の規制の必要性が認知されるようになり、金融商品取引法の平成21年改正により信用格付業についての規制が導入された。

### 定義
「信用格付」
1. 金融商品又は法人（これに類するものとして内閣府令で定めるものを含む。）の
2. 信用状態に関する評価の結果について、
3. 記号又は数字（これらに類するものとして内閣府令で定めるものを含む。）を用いて表示した等級。
4. 但し、主として信用状態に関する評価以外の事項を勘案して定められる等級として内閣府令で定めるものは、除かれている（金商法2条34項）。

「信用格付業」
1. 信用格付を付与し、かつ、提供し又は閲覧に供する行為を
2. 業として行うこと。
3. 但し、行為の相手方の範囲その他行為の態様に照らして投資者の保護に欠けるおそれが少ないと認められるものとして内閣府令で定めるものは、除かれている（金商法案2条35項）。

「格付関係者」
信用格付の対象となる事項に関し利害を有する者として内閣府令で定める者をいう。（金商法66条の33第2項）

### 登録
「登録を受けることができる」(金商法66条の27)は業規制としては特徴的
- 受けるメリット
  - 金融商品取引業者等の説明義務
格付会社の付与した信用格付を利用して顧客に株式等の購入等を勧誘する金融商品取引業者等は、その格付会社が無登録業者である場合には、無登録業者である旨、登録の意義、その他の事項として内閣府令で定める事項を顧客に告げなければならないが、その格付会社が登録業者（信用格付業者）であればかかる告知を行う必要はない(金商法38条3号)。すなわち、証券会社等からすれば、登録業者の信用格付の方が勧誘に利用し易い。
  - 参照方式利用要件
（企業内容等開示府令が今後どのように改正されるか次第だが、上記第一部会報告書8頁によれば、）株式等の発行会社が株式等の発行にあたって有価証券届出書を提出する場合、登録業者の信用格付の付与を受けていることその他の一定の条件を満たせば、簡易な方式（参照方式・金商法第5条第4項）で有価証券届出書を作成することができる（「指定格付機関」制度（現行企業内容等開示府令第9条の4第5項第1号ホ）の廃止及び「信用格付機関」制度への統合。）すなわち、発行会社からすれば、登録業者の信用格付を得ておくことで開示書類のコストを削減できる。但し、上記第一部会報告書11頁及び「金融審議会金融分科会第一部会ディスクロージャー・ワーキング・グループ報告〜開示諸制度の見直しについて〜」2頁では、発行登録制度の利用適格要件から格付要件を撤廃する方向性が示されている。
  - BIS規制における利用
（改正の方向性によるが、上記第一部会報告書8頁によれば、）銀行の自己資本比率の計算上利用可能な「適格格付機関」となる要件として登録業者であることが求められる。
- 受けるデメリット
  - 「信用格付業者」となり、種々の規制を受ける。

申請による登録抹消（金商法66条の44）

### 「信用格付業者」の主要な義務等
誠実義務（金商法66条の32）
- 役職員含めて「独立した立場において」「誠実かつ公正に」業務を遂行することが求められる。

情報開示義務
- 適時の情報開示
「格付方針等」を作成して公表／変更した場合も公表（金商法66条の36）
- 定期的な情報開示
「説明書類」を1年毎に作成して公衆縦覧（＝営業所・事業所への備置）／公表（インターネットの利用その他の方法）（金商法66条の39）。説明書類には、体制整備の状況（上記第一部回報告書6頁）、発行者等との報酬の取決めに関する一般的な性質、格付実績に関する比較可能な情報等が記載内容として考えられる旨（上記第一部回報告書5頁）。

格付方針等遵守義務（金商法66条の36）
「格付方針等」とは、信用格付を「付与し」かつ「提供し又は閲覧に供する」ための方針及び方法。これを作成し遵守する必要がある。
体制整備義務（金商法第66条の33）
- 専門的知識及び技能を有する者の配置その他の業務の品質を管理するための措置（品質管理措置）
- 格付関係者の利益を図る目的をもって投資者の利益を害することを防止するための措置（利益相反防止措置）
- その他業務の執行の適正を確保するための措置

を含むとされている。
禁止行為
- 格付関係者と密接な関係を有する場合における格付提供等の禁止（金商法66条の35第1号）[6]
- 格付関係者に対して一定の助言を行った場合における格付提供等の禁止（同条2号）
- その他内閣府令で定める行為（同条3号）

### 監督
- 事業報告書提出（金商法66条の40）
- 業務改善命令（金商法66条の41）
- 登録取消・業務停止命令（金商法66条の42）
- 報告徴取・立入検査（金商法66条の45）

## 格付記号
日本における格付機関5社の格付記号は以下の通りである。「ムーディーズ」はムーディーズ・ジャパン、「他の4社」は日本格付研究所（JCR）、スタンダード&プアーズ・レーティング・ジャパン（S&P）、格付投資情報センター（R&I）、フィッチ・レーティングス・ジャパン。
| 信用リスク                       | ムーディーズ | 他の4社 |
| -------------------------------- | ------------ | ------- |
| 信用リスクが低い（信用力が高い） | Aaa          | AAA     |
|                                  | Aa           | AA      |
| A                                |              |         |
| 中程度の水準                     | Baa          | BBB     |
|                                  | Ba           | BB      |
| B                                |              |         |
| Caa                              | CCC          |         |
| Ca                               | CC           |         |
| 信用リスクが高い（信用力が低い） | C            | C       |

- 上記の格付記号は、格付機関により、公表している定義は異なるが概ね対応していると考えてよい。但し実際には同一企業に対して異なる格付が与えられることもあるため、特定企業の信用力を格付で見る場合には、各格付機関の格付分布における当該企業の相対的な位置を確認する必要がある。特に日本において格付機関間の格付格差は大きい。ただし、近年はいわゆる新BIS規制の影響もあり、極端な差異はみられなくなる傾向にある。
  - 例1）ムーディーズのBaaの定義「信用リスクが中程度と判断される債務に対する格付。中位にあり、一定の投機的な要素を含む」
  - 例2）S&PのBBBの定義「債務を履行する能力は適切であるが、事業環境や経済状況の悪化によって債務履行能力が低下する可能性がより高い」
    - 例1及び例2の出典、ムーディーズホームページ、S&Pホームページ
- ムーディーズはAa〜Caaまで1〜3の数字を用いさらに細かく分類をしている。数字が大きくなると信用リスクは高くなる。
- R&I、フィッチはAA〜CCまで+、-の記号をつけて分類している。+の記号は、信用リスクが低くなり、-の記号は信用リスクが高くなる。同様に、S&PはAA〜CCCまで、JCR AA〜Bまで、+、-の記号をつけて分類している。
- R&I、JCR、S&Pが用いている格付記号は、フィッチが考案したものである。
- 上記の格付記号は、発行体格付及び長期債務に対して用いられるものである。短期債務や、中小企業の発行体格付などは、別の記号が用いられる。

## 格付の種類
格付会社によって名称（商品名）に違いはあるものも、代表的なものとして以下のような格付を発表している。
- 発行体格付
  - 債務者が債務を契約どおりに履行する能力を格付したもの。
- 長期債務格付
  - 長期債務に対する格付。劣後債（無担保）の格付と、優先債（有担保）のものがあるが、通常格付といった場合は、劣後債に対する格付、あるいは発行体格付のことを指す。長期とは、債務完了期日までの期間が1年以上の状態を示す。
  - 長期債務格付けがBBBないしはBaa以上の社債は「投資適格債券」「高格付債」などと、BBないしはBa以下の社債は「ハイイールド債」「投資不適格債券」「低格付債」「ジャンク債」などということがある。(→社債#格付けとの関係)
- ソブリン格付
  - 国債の発行体である、国家や地域の信用リスクを示す格付。
- 短期債務格付
  - コマーシャル・ペーパーなどの、1年未満に返済される債務に対して格付をしたもの。
- 中小企業格付
  - 債券の発行を前提としない中小企業の信用力を格付したもの。

## 格付情報の利用
前述のとおり、格付とは企業（発行体）および、債券の信用リスクをあらわしたものである。信用リスクは、格付機関により、累積デフォルト率などの形で公表されている。機関投資家などは、ポートフォリオを組む際に、この情報を参考データとして活用している。
公表されている各種デフォルト率は、過去の実績を統計として表しているものであり、将来的に期待するべきデフォルト率を示しているものではない。この累積デフォルト率とは、過去にB格を付与された発行体の累積デフォルト率が、3年後に10%であった場合は、観測開始日にB格を付与された発行体のうち、観測開始日から3年以内に10％がデフォルトしたという意味。これはあくまでも統計データであるため、集計対象となる発行体、標本数、および観測開始日、観測期間などによって算出される累積デフォルト率も影響される。
従って、今日、B格の債券のみ100銘柄で組んだポートフォリオのうち、今後3年以内に10％（10銘柄）がデフォルトすると推測するものではないことに注意を払う必要がある。　それは、組まれたポートフォリオの性質や今後の事業環境が、デフォルト統計の基となったものと異なる蓋然性が高いため。
更に、格付け機関各社のデフォルト実績を比較する際には、統計データ算出方法が統一されていない点を留意する必要がある。
また、格付とはあくまでも、信用リスクをあらわしたものであるので、高い格付けを付与された企業が、社会的評価が高いなどといった判断は誤っている。いまだに、マスコミ等の報道では格付の意味を取り違えているものが見受けられるので、十分に注意して取り扱う必要がある。

## 格付の手法
格付には大きく次の3つの手順を経て公表される。
1. 定量分析
  - 過去の財務諸表を分析し、将来の財務の状態（主に償還財源と債務のバランス）を予測する。
2. 定性分析
  - 当該企業へのヒアリングなどを行いそのデータを分析する。
3. 格付機関による会議
  - 定量分析や定性分析によって、アナリストが分析した決めた格付を最終的に判断する。

概ね上記のような手順を踏み格付は発表される。なお、発表された後も、格付機関は常に財務分析や、ヒアリングなどを行い信用リスクが上昇あるいは低下したと予想された場合、直ちに格付の変更を行うアナウンスをする。なお、これらの手順で、格付機関は未公表のデータを扱うこともある。そのため格付機関には守秘義務が課せられている。